# Première Nation de Chipewyan Prairie
La Première nation de Chipewyan Prairie est une bande indienne de la Première Nation des Tchipewyans du Nord-Est de l'Alberta au Canada. Elle possède trois réserves dont la principale est Janvier 194 (en). Elle a une population inscrite totale de 923 membres. Elle est membre du conseil tribal d'Athabasca Tribal Council Limited et est signataire du Traité 8.

## Démographie
En avril 2016, la Première Nation de Chipewyan Prairie avait une population inscrite totale de 923 membres dont 57,7 % vivaient hors réserve. Selon le recensement de 2011, sur une population totale de 290 personnes, toute la population connaît l'anglais, 75,9 % connaît une langue autochtone et personne ne connaît le français. 50 % de la population a une langue autochtone encore comprise en tant que langue maternelle et 60,3 % utilisent une langue autochtone à la maison.

## Géographie
La Première Nation de Chipewyan Prairie est basée au sud de Fort McMurray. Elle possède trois réserves en Alberta.
| Nom officiel       | Superficie (ha) |
| ------------------ | --------------- |
| Cowper Lake 194A   | 143             |
| Janvier 194        | 2 486,7         |
| Winefred Lake 194B | 450             |

## Gouvernement
La Première Nation de Chipewyan Prairie est gouvernée par un conseil de bande élu selon un système électoral selon la coutume basé sur la section 10 de la Loi sur les Indiens. Pour le mandat de 2016 à 2019, ce conseil est composé du chef Vern Janier et de trois conseillers.